# Chicago Sun-Times
Chicago Sun-Times là một tờ báo phi lợi nhuận được xuất bản tại Chicago, Illinois, Hoa Kỳ. Từ năm 2022, đây là tờ báo chủ lực của Chicago Public Media, và đã giữ vị trí tờ báo có lượng phát hành lớn thứ hai trong số các tờ báo của Chicago, sau Chicago Tribune.